# Portail de Monsieur
Le portail de Monsieur est un portail situé en France sur la commune d'Allègre, dans la région Auvergne-Rhône-Alpes.

## Localisation
Le portail est situé dans le département français de la Haute-Loire, sur la commune d'Allègre, dans l'ancienne région administrative d'Auvergne.

## Historique
Porte autrefois fortifiée de l'entrée principale de la première enceinte du château d'Allègre, la porte Monsieur est entourée de deux tours. Elle a été érigée entre 1365 et 1435, présentant un arc en ogive surmonté de créneaux défensifs et a été agrémentée, au cours du XIXe siècle, d'une horloge publique.
Cet ouvrage est appelé Monsieur en référence au seigneur en titre, à savoir le baron puis le marquis d'Allègre.

## Protection
Le portail de Monsieur est inscrit au titre des monuments historiques par arrêté du 7 janvier 1926.